# Родники (Серпуховский район)
Родники — деревня в Серпуховском районе Московской области. Входит в состав Данковского сельского поселения (до 29 ноября 2006 года входила в состав Туровского сельского округа).

## Население
| 2002 | 2006 | 2010 |
| ---- | ---- | ---- |
| 2    | ↘1   | →1   |

## География
Родники расположены примерно в 16 км (по шоссе) на восток от Серпухова, на реке Тоденка (левый приток Оки), высота центра деревни над уровнем моря — 154 м.